# 1890年全米選手権 (テニス)
1890年 全米選手権（1890ねんぜんべいせんしゅけん）に関する記事。

## 大会の流れ
- 本年度の実施競技は、男子シングルス・男子ダブルス・女子シングルス・女子ダブルスの4部門であった。混合ダブルスは、1892年から公式競技になった。
- 1881年から1967年まで、全米選手権は各部門が個別の名称を持ち、大会会場も別々のテニスクラブで開かれた。これが他の3つのテニス4大大会と大きく異なる点である。
  - 男子シングルス　名称：全米シングルス選手権（U.S. National Singles Championship）／会場：ロードアイランド州、ニューポート・カジノ　（最初の会場、1914年まで）
  - 男子ダブルス　名称：全米ダブルス選手権（U.S. National Doubles Championship）／会場：ロードアイランド州、ニューポート・カジノ　（最初の会場に戻る。1890年-1892年の3年間）
  - 女子シングルス　名称：全米女子シングルス選手権（U.S. Women's National Singles Championship）／会場：ペンシルベニア州、フィラデルフィア・クリケット・クラブ
  - 女子ダブルス　名称：全米女子ダブルス選手権（U.S. Women's National Doubles Championship）／会場：フィラデルフィア・クリケット・クラブ　（女子シングルスと同じ）
- 男女シングルスでは、「チャレンジ・ラウンド」（Challenge Round, 挑戦者決定戦）と「オールカマーズ・ファイナル」（All-Comers Final）で優勝を決定した。男子シングルスでは第4回大会の1884年から実施されてきたが、女子シングルスは第2回競技の1888年から行われた。
  - 大会前年度優勝者を除く選手は「チャレンジ・ラウンド」に出場し、前年度優勝者への挑戦権を争う。前年度優勝者は、無条件で「オールカマーズ・ファイナル」に出場できる。チャレンジ・ラウンドの勝者と前年度優勝者による「オールカマーズ・ファイナル」で、当年度の選手権優勝者を決定した。
- 競技ルールは、基本的にはウィンブルドン選手権に準拠して実施された。ただし、セットの決着についてはまだ競技ごとのばらつきがあった。
  - 男子シングルスは1回戦から最大5セット・マッチで、一方が2ゲーム勝ち越すまでセットを続けた。（これを「アドバンテージ・セット」という。）女子シングルスでは、アドバンテージ・セットは「オールカマーズ・ファイナル」のみで実施され、チャレンジ・ラウンドは「6-5」のゲームカウントでセットを決めていた。
- 初期の全米選手権のように、外国人出場者が少なかった時期は、地元アメリカ人選手の国籍表示を省略する。

## 大会前年度優勝者
- 男子シングルス：ヘンリー・スローカム
- 男子ダブルス：ヘンリー・スローカム＆ハワード・テーラー　［スローカム、ダブルスに出場せず］
- 女子シングルス：バーサ・タウンゼント
- 女子ダブルス：バーサ・タウンゼント＆マーガレット・バラード

## 男子シングルス

### チャレンジラウンド
準々決勝
- クラレンス・ホバート vs. バレンティン・ホール　6-4, 6-3, 5-7, 3-6, 6-3
- パーシー・ナップ vs. チャールズ・チェイス　6-2, 6-8, 6-3, 6-3
- オリバー・キャンベル vs. ジョン・ライアソン　6-1, 7-5, 6-3
- ボブ・ハンティントン vs. ジョージ・リー　5-7, 6-1, 6-1, 6-1

準決勝
- パーシー・ナップ vs. クラレンス・ホバート　10-8, 7-5, 6-2
- オリバー・キャンベル vs. ボブ・ハンティントン　3-6, 6-2, 5-7, 6-2, 6-1

決勝
- オリバー・キャンベル vs. パーシー・ナップ　8-6, 0-6, 6-2, 6-3

### オールカマーズ決勝
- オリバー・キャンベル vs. ヘンリー・スローカム　6-2, 4-6, 6-3, 6-1　（キャンベルが本大会の優勝者になる。当時19歳6ヶ月9日、1990年まで100年間最年少優勝記録）

## 女子シングルス

### チャレンジラウンド
1回戦
- エレン・ルーズベルト vs. D・F・バッターフィールド　6-0, 6-0
- マーベル・カーヒル vs. レベッカ・ライセット　6-1, 6-1
- リダ・ブーヒーズ vs. F・K・グレゴリー　6-1, 3-6, 6-1
- マーガレット・バラード vs. S・デイ　6-2, 6-1

準決勝
- エレン・ルーズベルト vs.  マーベル・カーヒル　2-6, 6-5, 3-2 （途中棄権）
- リダ・ブーヒーズ vs. マーガレット・バラード　6-4, 3-6, 6-5

決勝
- エレン・ルーズベルト vs. リダ・ブーヒーズ　6-3, 6-1

### オールカマーズ決勝
- エレン・ルーズベルト vs. バーサ・タウンゼント　6-2, 6-2　（E・ルーズベルトが本大会の優勝者になる）

## 決勝戦の結果
- 男子シングルス：オリバー・キャンベル vs. ヘンリー・スローカム　6-2, 4-6, 6-3, 6-1　［オールカマーズ決勝］
- 男子ダブルス：クラレンス・ホバート＆バレンティン・ホール vs. ジョン・カーバー＆ジョン・ライアソン　6-3, 4-6, 6-2, 2-6, 6-3
- 女子シングルス：エレン・ルーズベルト vs. バーサ・タウンゼント　6-2, 6-2　［オールカマーズ決勝］
- 女子ダブルス：エレン・ルーズベルト＆グレース・ルーズベルト vs. バーサ・タウンゼント＆マーガレット・バラード　6-1, 6-2